# East Brookfield (hrabstwo Worcester)
East Brookfield – jednostka osadnicza w Stanach Zjednoczonych, w stanie Massachusetts, w hrabstwie Worcester.